# Carles Botet i Vehí
Carles Botet i Vehí (Barcelona, 26 d'octubre de 1898 - 12 de febrer de 1987) fou un militar català que va ser lleial a la Segona República Espanyola i va tenir un paper important durant la Guerra Civil espanyola.

## Biografia
La família Botet era originària de Lloret de Mar però a mitjans del segle xix es va instal·lar a Girona. Botiguers d'ofici, però segurament amb una certa tradició militar. Els seus avis paterns eren Climent Botet i Franquesa de Lloret de Mar i Dolors Sisó i Rovira d'Hostalric. Van tenir 5 fills: Enric, Joaquim, Narcís, Àngela i Concepció. Narcís Botet i Sisó va néixer el 1857 a Girona i va fer carrera militar a Segòvia, ingressant el 1877 i assolint la graduació de comandant d'artilleria el 1890. Casat amb Carme Vehí i Estrada natural de La Bisbal d'Empordà varen ser pares el 1898 de Carles nascut al Passeig de Gràcia, 60 de la ciutat de Barcelona.
Igual que el seu pare Carles va fer-se militar de la branca d'artilleria i en produir-se la revolta militar l'any 1936 es va posicionar amb la Segona República Espanyola. El 24 de juliol va marxar al front d'Aragó, on va col·laborar a organitzar l'artilleria de les forces que depenien de la Generalitat de Catalunya. L'any 1937 seria ascendit a cap de la reserva general d'artilleria i l'any següent ascendiria a comandant general d'artilleria, participant en múltiples batalles: Batalla de Brunete, Batalla de Quinto, Batalla de Terol i Batalla de l'Ebre.
Durant l'ofensiva de Catalunya, tindria un paper destacat sent l'encarregat de les bateries d'artilleria que defensaven la riba est del Llobregat i de retruc la capital catalana. Quan es va acabar la guerra havia arribat al grau de coronel i es va exiliar a França.
L'abril de 1939 va tornar a Catalunya i va ser detingut i condemnat a mort. Finalment la pena li seria commutada per trenta anys d'empresonament. Casat amb Carme Tudela i Segura va morir a Barcelona el 12 de febrer de 1987.